# Leonard Adleman
Leonard »Len« Max Adleman, ameriški teoretični računalnikar, kriptograf in biolog, * 31. december 1945, San Francisco, Kalifornija, ZDA.
Adleman je leta 1968 diplomiral iz matematike na Univerzi Kalifornije v Berkeleyju, Kalifornija, leta 1976 pa tu tudi doktoriral iz elektrotehnike in računalništva.
Najbolj je znan po svojem delu na področju algoritmov z javnim ključem, skupaj z Ronom Rivestom in Adijem Shamirjem. Skupaj so leta 2002 prejeli Turingovo nagrado.
Trenutno je profesor računalništva in molekularne biologije na Univerzi Južne Kalifornije.
Fred Cohen je leta 1984 v svojem delu Experiments with Computer Viruses zapisal, da je Adleman skoval izraz računalniški virus.